# Mohammad Ishak Alako

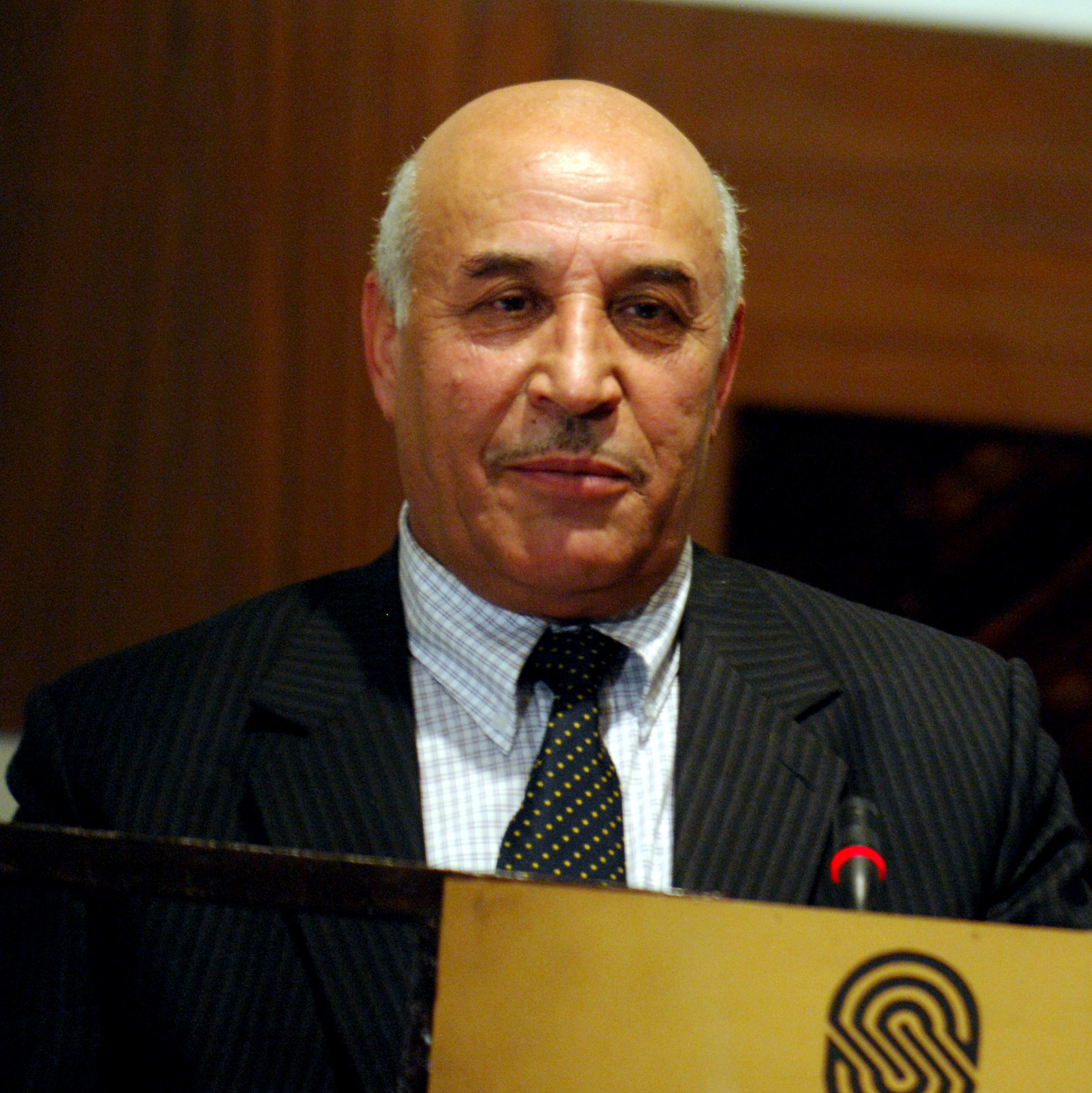
Mohammad Ishak Alako

Mohammad Ishak Alako (paschtunisch محمد اسحاق الکو; auch Mohammad Ishaq Aloko; * in Kandahar) ist ein afghanischer Jurist. Er war von August 2008 bis Oktober 2014 Generalstaatsanwalt in seinem Land.

## Leben
Alako besuchte die Militärakademie von Kabul und war Geheimdienstoffizier bei Mohammed Daoud Khan. Von Anfang der 1980er bis Anfang der 2000er lebte er in Deutschland und arbeitete in Hamburg für das Justizministerium. Nach dem zwischenzeitlichen Fall der Taliban ging er nach Afghanistan zurück. Im August 2008 wurde er von Präsident Hamid Karzai als Nachfolger von Abdul Jabar Sabet zum Generalstaatsanwalt ernannt.